# Kelemen Frigyes
Kelemen Frigyes (Kézdialmás, 1924. szeptember 8. – Kolozsvár, 1979. június 6.) fizikus, fizikai szakíró.

## Életútja
A középiskolát Kézdivásárhelyen, egyetemi tanulmányait a Bolyai Tudományegyetemen végezte (1950); itt tanársegéd, 1958-tól lektor, 1967-től haláláig előadótanár. Szakterülete: mechanika, hőtan, e tárgyak magyar nyelvű előadója a Babeș–Bolyai Egyetemen. Doktori címét 1963-ban a jászvásári tudományegyetemen Șt. Procopiu akadémikus irányításával szerezte a motor elektromos jelenség hőmérséklet-változásáról szóló értekezésével.
Román, magyar, német, francia nyelven írt tudományos dolgozatai (a Studia Universitatis Babeș–Bolyai, a Studii și Cercetări de Fizică, a budapesti Magyar Fizikai Folyóirat, Acta Physica Academiae Scientiarum Hungaricae, a berlini Zeitschrift für Physik und Chemie, Zeitschrift für Angewandete Physik és Physica Status Solidi, az amszterdami Thin Solid Films hasábjain) a hazai és külföldi szakkörökben ismertté tették. 1972-től két évig az algériai Oranban francia nyelven fizikát tanított. Az 1974-ben megjelent Probleme de mecanică társszerzője. Kötete: Hőtan – Molekuláris fizika (egyetemi jegyzet, 1977).

## Lásd még
- Fizikai szakirodalom Erdélyben